# Брук, Исаак Семёнович
Исаак Семёнович Брук (8 ноября 1902, Минск, Российская империя — 	6 октября 1974, Москва, СССР) — советский учёный в области электротехники и вычислительной техники, член-корреспондент АН СССР (28.01.1939), действительный член Академии артиллерийских наук (11.04.1947), доктор технических наук (1937)

## Биография
Родился 27 октября (9 ноября) 1902 года в семье служащего табачной фабрики. С августа 1920 года — студент МВТУ. Дипломную работу защищал по регулированию асинхронных двигателей в каскадной схеме. С мая 1925 года — научный сотрудник Государственного экспериментального электротехнического института. С сентября 1925 года по февраль 1926 года проходит срочную службу в РККА стрелком 3-й отдельной истребительной эскадрильи. С марта 1926 года — научный руководитель группы машино-аппаратного отдела Всесоюзного энергетического института. В 1927—1934 годах принимал участие в составлении «Технической энциклопедии» под редакцией Л. К. Мартенса, автор статей по тематике «электротехника». С июня 1929 года — старший инженер Технического управления Всесоюзного электротехнического объединения. С сентября 1930 года — начальник центральной заводской лаборатории Харьковского электромеханического завода и консультант Харьковского турбогенераторного завода. С 1932 года — заведующий бюро расчётов турбогенераторов Харьковского турбогенераторного завода. С 1934 года — начальник технического отдела Московского завода электромашин Электрокомбината.
С марта 1935 года по август 1956 года — научный сотрудник, руководитель лаборатории энергетических систем Энергетического института АН СССР имени Г. М. Кржижановского. Одновременно с 1938 года — по совместительству декан электромеханического факультета Института усовершенствования инженеров Наркомата машиностроения СССР в Москве. С июня 1956 года — директор Лаборатории управляющих машин и систем Академии наук СССР. С сентября 1958 года — директор Института электронных управляющих машин Академии наук СССР (с 1962 года — Госплана СССР). С сентября 1963 года — научный консультант Института электронных управляющих машин Академии наук СССР.
Умер 6 октября 1974 года в Москве. Похоронен на Введенском кладбище (уч. 23).

## Научная деятельность
Специалист в области устойчивости параллельной работы электрических систем. Автор более 40 научных трудов и более 30 изобретений. В 1932-1934 гг. разработал машину для испытания турбинных дисков. Тема докторской диссертации «Продольная компенсация линий электропередач».
С 1935 года работал в Энергетическом институте АН СССР, где с 1948 года Брук вёл работы по электронным ЦВМ и управлению с применением средств вычислительной техники. 4 декабря 1948 года Государственный комитет Совета министров СССР по внедрению передовой техники в народное хозяйство зарегистрировал за номером 10475 изобретение И. С. Бруком и Б. И. Рамеевым цифровой электронной вычислительной машины. В 1950-1951 гг. под руководством И. С. Брука была создана ЭВМ М-1, первая в мире ЭВМ, в которой все логические схемы были выполнены на полупроводниках.
Занимался теорией специальных обмоток, асинхронным пуском синхронных машин, изобрёл магнитное бесконтактное реле. Руководил разработкой теории, принципов построения и применения управляющих вычислительных машин. Под его руководством создана серия (М-1, М-2, М-3) быстродействующих электронно-вычислительных машин.

## Память
- Имя носит Институт электронных управляющих машин.

## Труды
- Машина для интегрирования дифференциальных уравнений. — M.—Л: АН СССР, 1941. — 44 с.;
- Таблицы и графики функций Чаплыгина для газовых течений со сверхзвуковой скоростью. — М.: НИИ МАП, 1948. — 40 с. (соавторы Франкль Ф. И. и Турбович И. Т.);
- Перспективы применения управляющих машин в автоматизации. — М.: АН СССР, 1956. — 17 с.;
- Быстродействующая вычислительная машина М-2. — М.: Гостехиздат, 1957. — 228 с. (соавторы Карцев М. А., Александриди Т. М., Князев В. Д. и др.);
- Дальние передачи переменного тока. — М.: АН СССР, 1958. — 259 с. (соавторы Зубков П. И., Крюков А. А. и др.);
- Цифровая техника и вычислительные устройства. — М.: АН СССР, 1959. — 186 с.;
- Применение цифровых вычислительных машин в экономике. Транспортная задача линейного программирования. — М.: АН СССР, 1962. — 68 с.;
- Автоматическая цифровая вычислительная машина (АЦВМ)// Известия ААН. — 1949. — Вып. 12. — С. 86—115;
- Устройство для наземного испытания системы автоматического управления реактивными снарядами в условиях, приближающихся к действительности // Сборник докладов ААН. — 1949. — Вып. V;
- Машина и организм (О моделях организмов, рассматриваемых в кибернетике) // Знание — сила. — 1956. — № 7. — С. 37—38;
- Электронный дифференциальный анализатор Энергетического института им. Г. М. Кржижановского Академии наук СССР //Автоматика и телемеханика. — 1956. Т. 17. — № 13. — С. 217—227 (соавтор Леонов Н. Н.);
- Быстродействующая электронная вычислительная машина М-2 // Электричество. — 1956. — № 9. — С. 14—23;
- Человек и машина (О путях развития современной автоматики) // Техника — молодёжи. — 1957. — № 1. — С. 1—5;
- О задачах в области автоматизации управления режимом энергосистем и перспективах применения вычислительной техники. (Доклад на конференции по автоматизации 10 ноября 1956 года) // Электричество. — 1957. — № 12. — С. 31—34;
- Малогабаритная универсальная цифровая электронная вычислительная машина М-3 // Электричество. — 1958. — № 1. — С. 49—54 (соавторы Матюхин Н. Я. и Белынский В. В.);
- О динамических моделях энергосистем // Электричество. — 1958. — № 2. — С. 19—22;
- Регулируемые реакторы для дальних электропередач // Электричество. — 1958. — № 7. — С. 14—19;
- Применение автоматических цифровых вычислительных машин для выполнения проектных работ // Известия Академии наук СССР. Отделение технических наук. Энергетика и автоматика. — 1959. — № 3. — С. 141—150;
- О динамических моделях энергосистем // Электричество. — 1962. — № 1. — С. 85—89.

## Награды
- орден Трудового Красного Знамени (10.06.1945, 1953, 1972)
- медали

## Семья
- Сын — Брук Борис Исаакович (1938—2002)
- Племянник — Гачев, Георгий Дмитриевич